# Loco (rapper)
Kwon Hyuk-woo (em coreano: 권혁우; romaniz.: Gwon Hyeok-u (Romanização revisada)/ Kwŏn Hyŏku (McCune-Reischauer); nascido em 25 de dezembro de 1989), mais conhecido pelo nome artístico Loco (em coreano: 로꼬; romaniz.: Loco), é um rapper sul-coreano da AOMG. Loco é o vencedor da primeira edição do programa de competição de rap Show Me the Money em 2012.

## Discografia

### EPs
| Título     | Detalhes do álbum                           | Posição nos charts | Vendas | Track list |
| Título     | Detalhes do álbum                           | KOR                | Vendas | Track list |
| ---------- | ------------------------------------------- | ------------------ | ------ | --- |
| Locomotive | - Released: November 28, 2014 - Label: AOMG | 12                 |        | 1. Hands Up (feat. Crush) 2. Act Serious (feat. Ugly Duck & DJ Wegun) 3. You Don't Know 4. Thinking About You (feat. Jay Park) 5. No Manners (feat. Gray) 6. High (feat. Konsoul) 7. If I (feat. Gray) 8. Growing Up (feat. ELO) 9. Hold Me Tight (feat. Crush) |

### Singles
| Título                              | Ano  | Posição nos Charts | Vendas | Álbum      |
| Título                              | Ano  | KOR                | Vendas | Álbum      |
| ----------------------------------- | ---- | ------------------ | ------ | ---------- |
| "See The Light" (feat. Gray)        | 2012 | —                  |        | Single     |
| "No More" (feat. Crush)             | 2012 | —                  |        | Single     |
| "Take Care" (feat. Narae do SPICA)  | 2013 | —                  |        | Single     |
| "Hold Me Tight" (feat. Crush)       | 2014 | 4                  |        | Locomotive |
| "Respect" (feat. Gray & DJ Pumkin)  | 2015 | 33                 |        | Single     |
| "Awesome" (feat. Jay Park & Gray)   | 2015 | 17                 |        | Single     |
| "You Too" (feat. Cha Cha Malone)    | 2016 | 5                  |        | Single     |
| "Good" (feat Gray & ELO)            | 2016 |                    |        | Single     |
| "Can't help myself" (feat Eric Nam) | 2016 |                    |        | Single     |
| "MOVIE SHOOT" (feat. DPR LIVE)      | 2017 |                    |        | BLEACHED   |

### Soundtracks
| Título                                            | Ano  | Posição nos charts | Vendas                 | Álbum                               |
| Título                                            | Ano  | KOR Gaon           | Vendas                 | Álbum                               |
| ------------------------------------------------- | ---- | ------------------ | ---------------------- | ----------------------------------- |
| "The Virus" (with Havy T)                         | 2013 | —                  | —                      | The Virus OST                       |
| "This Song" (feat Mamamoo)                        | 2014 | 65                 | —                      | My Lovely Girl OST                  |
| "Spring Is Gone by Chance" (feat Yuju do GFriend) | 2015 | 5                  | - KOR (DL): 1,241,346+ | The Girl Who Sees Smells OST        |
| "Say Yes" (feat Punch)                            | 2016 | 15                 | - KOR: 221,205+        | Moon Lovers: Scarlet Heart Ryeo OST |